# 물둥구리
물둥구리(학명: Ilyocoris cimicoides, 일본어: コバンムシ (코반무시))는 물둥구리속에 속하는 수서곤충이다.
주로 일조량이 풍부한 습지에 서식한다.
5월에서 10월까지 관찰할 수 있다.

## 물둥구리와 함께 서식하는 곤충
대표적으로 각시물자라(학명: Diplonychus esakii), 큰물자라, 물방개류, 물자라 등이 서식한다.

## 서식
용존산소, 부상성수초가 풍부하고 수심이 깊고 먹이가 풍부한곳에 주로 서식한다. 친환경 논에도 서식하지만, 극히 드물며 전국에 분포하지만 서식지는 국지적으로, 특정한 지역에만 서식한다. 일본, 한국에 서식한다. 무분별한 개발로 인한 서식지파괴로 희귀한 곤충이 되었으나 멸종위기종은 아니다. 일본에서는 멸종위기 II 등급이었으나, 2012년 후로 4차 레드리스트 멸종위기 IB 등급으로 격상됐다. 한국에서는 우포늪주변 시, 군에 대부분 가장 많이 분포하며 경상도 지역과 경기도 일부 지역에 분포한다. 경기도, 서울에는 도심의 공원습지에 많이 서식하며, 지뢰로 유명한 경기도 연천군에도 많이 서식한다.

## 형태
성체는 11~13mm, 4~5령유충의 경우 7mm 이상의 몸길이를 가졌으며 몸에 광택이 난다.
가운데다리와 뒷다리에는 긴 털이 있어서 헤엄치기에 적합하다. 몸의 형태와 짧고 굵은 앞다리가 특징이다.

## 생태
부상성수초가 잘 자라고 일조량이 풍부하고 수심이 깊은 습지에 서식한다. 성충은 월동한 뒤 봄~여름에 알을 낳으며 알에서 깨어난 유충은 7월~8월 정도에 성충이 된다.